# Reuth bei Erbendorf
Reuth bei Erbendorf, Reuth b. Erbendorf – miejscowość i gmina w Niemczech, w kraju związkowym Bawaria, w rejencji Górny Palatynat, w regionie Oberpfalz-Nord, w powiecie Tirschenreuth, wchodzi w skład wspólnoty administracyjnej Krummennaab. Leży około 15 km na południowy zachód od Tirschenreuth, przy drodze B299 i linii kolejowej Monachium – Ratyzbona – Berlin.

## Dzielnice
W skład gminy wchodzą następujące dzielnice: Drahthammer, Eiglasdorf, Erlhammer, Escheldorf, Forsthof, Hasen, Josephshof, Klausen, Letten, Mittelmühle, Premenreuth, Rechenlohe, Reuth, Röthenbach i Zainhammer.

## Zabytki i atrakcje
- pałac Reuth
- Kościół św. Katarzyny (St. Katharina)
- Kościół pielgrzymkowy pw. Wniebowstąpienia NMP (Maria Himmelfahrt) w dzielnicy Premenreuth